# 奥廖河畔坎内托
奥廖河畔坎内托（義大利語：Canneto sull'Oglio），是意大利曼托瓦省的一个市镇。总面积25平方公里，人口4570人，人口密度182.8人/平方公里（2009年）。国家统计（ISTAT）代码为020008。